# Palais de Chaillot
O Palais de Chaillot é um palácio de exposições localizado no 16º arrondissement de Paris, situado na Praça do Trocadéro e do onze de Novembro (Place du Trocadéro et du onze novembre), na colina de Chaillot. Foi realizado no âmbito da Exposição Universal de Paris de 1937 pelos arquitectos, e vencedores do Prémio de Roma, Léon Azéma, Jacques Carlu e Louis-Hippolyte Boileau, em lugar e no sítio do Ancien Palais du Trocadéro.

## História
A colina de Chaillot abrigava, desde 1651, o convento da Visitação, destruído após a Revolução. A esplanada aberta no coração de Paris em resultado desta destruição, suscitou numerosos projectos: Napoleão I queria ali uma cidade imperial em honra do seu filho, o Rei de Roma; o escultor Antoine Etex desejava, quanto a ele, uma fonte monumental e uma frase. Mas nada disto seria realizado.
Frente ao sucesso popular da expedição espanhola de 1823, e da sua vitória na Batalha do Forte do Trocadéro pelo Duque de Angoulême (1775-1844), Luís XVIII teve a ideia de construir um monumento em homenagem a este feito de armas. A "Villa Trocadéro" era um palácio em estilo mourisco, flanqueado por dois minaretes de 70 metros de altura.
O Ancien Palais du Trocadéro foi construído em seguida por Gabriel Davioud e Jules Bourdais para a Exposição Universal de Paris de 1878, com jardins do engenheiro Alphand. Mais tarde, no âmbito da Exposição Universal de 1937, o edifício foi destruído e substituído pelo Palais de Chaillot, o qual conserva uma parte da estrutura e da configuração do seu antecessor, com duas alas em semicírculo.

## Arquitectura
O Palais de Chaillot é formado por dois pavilhões e duas alas curvilíneas delimitando um espaço central, a Esplanada dos Direitos do Homem, que desce em direcção ao Sena. Entre as duas alas, de "Passy" e de "Paris", o Jardim do Trocadéro domina a vista sobre a Torre Eiffel e os Campo de Marte.
O conjunto de edifícios caracteriza-se por uma abundante estatuária devida, entre outros, aos artistas Paul Belmondo, Léon-Ernest Drivier  e Marcel Gimond. Os dois pavilhões são encimados por grupos monumentais esculpidos por Raymond Delamarre e Carlo Sarrabezolles.
Em frente situa-se o Jardim do Trocadéro, ornado por esculturas e por uma vegetação organizada no seio de um parque à inglesa. Este jardim é emoldurando por tanques e cascata, a fonte de Varsóvia, os quais foram erigidos em 1937 e são servidos por vinte jactos de água em oito patamares sucessivos.

## Conteúdo das construções

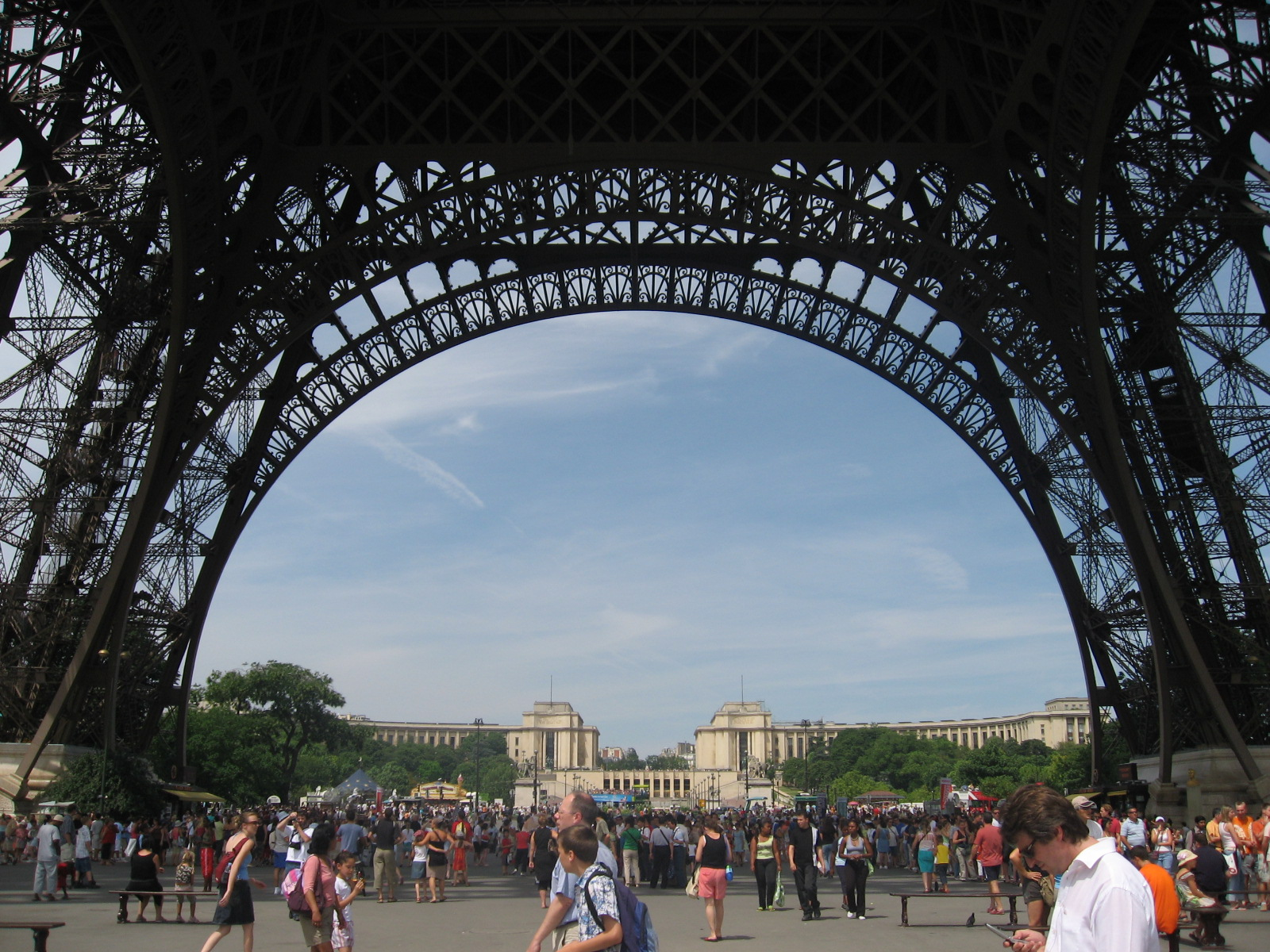
O Palais de Chaillot visto a partir do Campo de Marte.

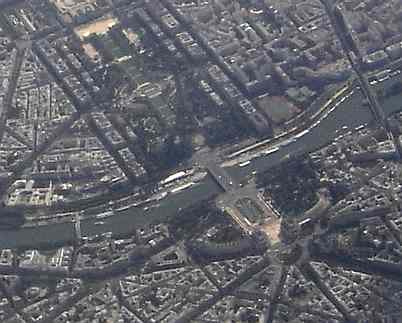
Vista aérea de Paris com o Palais de Chaillot e a Torre Eiffel.

O Palais de Chaillot acolhe vários museus, nomeadamente:
- o Museu do Homem (Musée de l'Homme);
- o Museu Nacional da Marinha (Musée national de la Marine);
- o Teatro Nacional de Chaillot (Théâtre national de Chaillot)
- a Cidade da Arquitectura e do Património (Cité de l'architecture et du patrimoine, que inclui o Museu dos Monumentos Franceses (Musée des monuments français]]), a Escola de Chaillot (École de Chaillot) e o Instituto Francês de Arquitectura (Institut français d'architecture - IFA).

A reconstrução da ala de Paris foi acompanhada da mudança definitiva da Cinemateca Francesa (cinémathèque française para o bairro parisiense de Bercy.
Foi no Palais de Chaillot que a Assembleia Geral das Nações Unidas adoptou a Declaração Universal dos Direitos Humanos no dia 10 de Dezembro de 1948.
As inscrições sobre o frontão do palácio são obra do poeta Paul Valéry:
- Lado do Museu do Homem:

Il dépend de celui qui passe

Que je sois tombe ou trésor

Que je parle ou me taise

Ceci ne tient qu’à toi

Ami n’entre pas sans désir
- Lado do Museu da Marinha:

Tout homme crée sans le savoir,

comme il respire.

Mais l’artiste se sent créer.

Son acte engage tout son être,

sa peine bien aimée le fortifie.